# Phong Hóa (tuần báo)
Phong Hóa (1932 - 1936) là một tuần báo xuất bản tại Hà Nội (Việt Nam), và đã trải qua hai thời kỳ: từ số 1 (ra ngày 16 tháng 6 năm 1932) đến số 13 (ra ngày 8 tháng 9 năm 1932) do Phạm Hữu Ninh làm Quản lý (Administrateur) và Nguyễn Hữu Mai làm Giám đốc chính trị (Directeur politique), từ số 14 (ra ngày 22 tháng 9 năm 1932) đến số cuối (số 190 ra ngày 5 tháng 6 năm 1936) do Nguyễn Tường Tam (Nhất Linh) làm Giám đốc (Directeur). Tháng 6 năm 1935, báo bị nhà cầm quyền thuộc Pháp ra lệnh đóng cửa 3 tháng, rồi lại được tiếp tục xuất bản cho đến số 190 (ra ngày 5 tháng 6 năm 1936), thì bị đóng cửa hẳn. Đây chính là tờ báo "trào phúng đầu tiên" trong lịch sử báo chí Việt Nam kể từ số 14 trở đi .

## Bối cảnh
Mặc dù bị đàn áp, nhưng các phong trào yêu nước, như phong trào Đông Du, phong trào Duy Tân, Đông Kinh Nghĩa Thục, khởi nghĩa Yên Thế, vụ Hà Thành đầu độc, v.v...vẫn thay nhau bùng nổ ra ở những năm đầu thế kỷ 20, khiến thực dân Pháp phải tính toán lại các chính sách cai trị nhằm đánh vào ý thức dân tộc của người bản xứ.
Để thu phục được tinh thần người Việt, họ lập ra tờ Đông Dương tạp chí (1913), Nam Phong tạp chí (1917)..., cốt để tuyên truyền mạnh mẽ chính sách cai trị của thực dân Pháp, phê phán các phong trào yêu nước, tẩy chay lối học cũ, và đề cao văn hóa, khoa học phương Tây...
Đến khi chiến tranh thế giới thứ nhất (1914-1918) kết thúc, ở Việt Nam bắt đầu rộ lên các phong trào sáng tác văn chương theo lối mới (chủ yếu theo lề lối của Pháp), và báo chí là phương tiện truyền tải văn chương chủ yếu của thời kỳ này. 
Trong số những tờ báo chuyên về văn chương thời đó, có lẽ để lại dấu ấn đậm nhất là tuần báo Phong Hóa (sau có thêm tuần báo Ngày Nay) của nhóm Tự Lực văn đoàn, mà người đứng đầu là nhà văn Nguyễn Tường Tam .

## Ra đời
Đầu những năm 1930, ở Việt Nam xảy ra nhiều sự kiện lớn, có tính bước ngoặt của lịch sử như cuộc khởi nghĩa Yên Bái, sự ra đời của Đảng Cộng sản Việt Nam, phong trào Xô Viết Nghệ Tĩnh... Thực dân Pháp đã đàn áp hết sức dã man các phong trào này. Hàng loạt nhà yêu nước rơi vào cảnh tù đày. Mọi hình thức đấu tranh vũ trang hầu như bị triệt tiêu. Đúng vào lúc ấy, Nguyễn Tường Tam đỗ bằng Cử nhân khoa học, và trở về nước.
Theo nhiều tài liệu, thì trong khoảng thời gian sống tại Pháp, ngoài việc học khoa học, ông Tam còn chuyên tâm nghiên cứu về nghề báo, và ông nhận thấy loại báo trào phúng là khá thích hợp với sở thích của nhiều người.
Về ở Hà Nội, để thực hiện ước vọng của mình, Nguyễn Tường Tam nộp đơn xin Sở Báo chí cho phép ra báo Tiếng cười, và chuẩn bị bài vở cho số báo đầu tiên. Tuy nhiên, lần nào hỏi thăm đều nghe người của sở ấy bảo rằng "chờ xét". Trong thời gian đợi giấy phép ra báo, Nguyễn Tường Tam xin vào dạy học tại trường tư thục Thăng Long . Tại đây, ông quen biết với hai đồng nghiệp là Trần Khánh Giư (Khái Hưng) và Phạm Hữu Ninh (anh họ của nhạc sĩ Phạm Duy).
Khi biết ông Ninh đang làm quản lý cho tờ Phong Hóa, đã ra 13 số báo, nhưng sắp sửa phải đình bản vì không có gì mới mẻ để bạn đọc chú ý. Chớp thời cơ, Nguyễn Tường Tam ngỏ ý mua lại. Sau đó, ông Tam, với vai trò Giám đốc (Directeur) tờ báo, liền cùng với một nhóm anh em bạn hữu gồm có: Khái Hưng (Trần Khánh Giư, vốn là cây bút cốn cán giữ nhiêu mục quan trọng trên báo Phong Hóa suốt từ số 1 cho đến số 14), Tú Mỡ (Hồ Trọng Hiếu), Hoàng Đạo (Nguyễn Tường Long), Thạch Lam (Nguyễn Tường Lân), tạo thành một ban biên tập hoàn toàn mới".
Bắt đầu ngày 22 tháng 09 năm 1932, báo Phong Hóa số 14 ra 8 trang khổ lớn, được đánh giá là "một quả bom nổ giữa làng báo" .
Nhà thơ Nguyễn Vỹ, người cùng thời, đã kể về tờ báo ấy như sau:
...Hai biến cố sôi nổi nhất vừa xảy ra trong lúc này (1932): tờ tuần báo Phong Hóa của một Cử nhân Khoa học ở Pháp mới về tên là Nguyễn Tường Tam,... và Bảo Đại đỗ Tú tài Pháp ở Paris cũng vừa về Huế để làm vua...
Tôn chỉ đầu tiên của tuần báo Phong Hóa là đả kích những gì cũ kỹ của xã hội Việt Nam, và chủ trương một đời sống trưởng giả mới, thích hợp với phong trào lãng mạn của thời đại.
Cái khôn khéo tùy thời của Nguyễn Tường Tam, chủ nhiệm báo Phong Hóa, là biết lợi dụng đúng lúc sự chán nản của tinh thần thanh niên và dân chúng sau các vụ "Hội Kín" liên tiếp thất bại, gây ra máu lửa hãi hùng và tang tóc,...để phát hành tờ báo Phong Hóa, chuyên về hài hước, cốt làm cho độc giả cười, thành một trò vui nhộn.
Ông lại còn dùng giọng cười trào phúng đó để đả kích cái phong hóa cũ kỹ của xã hội Việt Nam. Do đó ông đặt ra hai nhân vật lố bịch mà ông gọi tên là "Lý Toét" và "Xã Xệ" để tượng trưng cho tất cả những gì hủ lậu, "quê mùa" ngơ ngẩn, của người An Nam (tức Việt Nam) trước cái văn minh tân tiến của Pháp.
Ngay từ những số đầu, tờ báo Phong Hóa đã bán chạy như tôm tươi, chính là nhờ những tranh vẽ Lý Toét đầy cả mấy trang báo, và những mục khôi hài chê cười nhân vật điển hình ấy...

## Lập văn đoàn để chủ động trong việc làm báo
Để việc làm báo Phong Hóa được thuận lợi hơn, Nguyễn Tường Tam cùng với các cộng sự quyết định thành lập một bút nhóm lấy tên là Tự Lực văn đoàn. Một thành viên ban đầu của bút nhóm là nhà thơ Tú Mỡ kể lại (lược trích):
...Tất cả những gì dự định cho báo Tiếng cười, anh Tam dồn cả cho báo Phong Hóa mới... Báo làm ăn phát đạt, và mặc dù anh em làm việc quên mình, không vụ lợi, nhưng anh Tam vẫn phải chạy tiền khá chật vật để mỗi tuần kịp trả đủ cho nhà in và tiền mua giấy... Cuối năm đó (1932), tính sổ mới ngã ngửa ra: lời lãi chia theo số vốn, phần lớn chui vào két của nhà tư sản... Anh Tam bèn họp bàn với anh em, và đồng ý với nhau rằng: Không thể chơi với nhà tư sản được. Quyết định thành lập "Tự lực văn đoàn" trên nguyên tắc làm ăn dựa vào sức mình, theo tinh thần anh em một nhà; tổ chức không quá 10 người nên không phải xin phép Nhà nước; không cần có văn bản điều lệ: lấy lòng tin nhau làm cốt, chỉ nêu ra trong nội bộ mục đích tôn chỉ, anh em tự giác tuân theo....
Kể từ đó, báo Phong Hóa trở thành cơ quan ngôn luận chính của nhóm. Theo Nguyễn Vỹ thì ban đầu tòa soạn và ban trị sự của báo Phong Hóa đặt tại trường Thăng Long ở góc phố hàng Cót (thời Pháp là rue de Takou) và phố cửa Bắc (thời Pháp là Bđ Carnot), Hà Nội ; ít lâu sau mới dời về ở 80, phố Quán Thánh (thời Pháp là Avenue du grand Bouddha), Hà Nội. Ngoài ra, báo còn có chi nhánh ở là đường La Grandière (trước 1975, là đường Gia Long; nay là đường Lý Tự Trọng), Sài Gòn.

## Bị đóng cửa vĩnh viễn
Tháng 6 năm 1935, báo Phong Hóa bị nhà cầm quyền ra lệnh đóng cửa ba tháng vì loạt bài "Đi xem mũ cánh chuồn" châm biếm Tổng đốc Hà Đông Hoàng Trọng Phu. Sau đó ra tiếp được hơn một năm, thì bị đóng cửa vĩnh viễn (số cuối 190 ra ngày 5 tháng 6 năm 1936) cũng vì tội "chế nhạo". Nhà thơ Tú Mỡ từng hồi ức rằng, dạo ấy báo Phong Hóa liên tục xoáy sâu vào chế nhạo và châm biếm triều đình Huế, nên nhà cầm quyền Pháp lấy cớ tờ báo đăng truyện "Hậu Tây du", nói cạnh khoé đến những nhân vật mới trong triều đình thân Pháp ấy mà đóng cửa báo . 
Sau khi báo bị đóng cửa, tuần báo Ngày Nay trước ra kèm với tờ Phong Hóa (số đầu tiên ra ngày 30 tháng 1 năm 1935, nhưng chỉ ra được 13 số thì phải đình bản), được Tự Lực văn đoàn cho tục bản để tiếp tục công cuộc đang dở dang (số cuối 224 ra ngày 7 tháng 9 năm 1940).

## Các cây bút trụ cột và cộng tác
Ban đầu, các cây bút trụ cốt gồm có 6 thành viên là: Nhất Linh (Nguyễn Tường Tam), Khái Hưng (Trần Khánh Giư), Tú Mỡ (Hồ Trọng Hiếu), Hoàng Đạo (Nguyễn Tường Long), Thạch Lam (Nguyễn Tường Lân). Về sau, báo có thêm hai cây bút trụ cột nữa, là Thế Lữ (Nguyễn Thứ Lễ) và Xuân Diệu (Ngô Xuân Diệu) ".
Ngoài ra, để báo ngày thêm phong phú, Nguyễn Tường Tam đã rất chú trọng đến việc chiêu hiền đãi sĩ, khiến các văn nghệ sĩ dưới đây thường xuyên đến góp sức và có bài cộng tác:
- Các nhà văn, nhà thơ, như: Huy Cận, Trọng Lang, Đoàn Phú Tứ, Đỗ Đức Thu, Trần Tiêu, Thanh Tịnh, Phạm Cao Củng, Nguyễn Khắc Hiếu, Tô Hoài, Nguyên Hồng, Đinh Hùng, Nguyễn Công Hoan, Vi Huyền Đắc, Nguyễn Tường Bách, v.v...
- Các họa sĩ, như: Nguyễn Gia Trí, Tô Ngọc Vân, Nguyễn Cát Tường, Lê Minh Đức (tạo ra nhân vật Xã Xệ), v.v...[16].

Nhìn chung, tuy các thành viên trên có phong cách thể hiện khác nhau, song các sáng tác của họ đều tuân theo tôn chỉ (10 điều) mà Tự Lực văn đoàn đã đề ra, và đúng như lời họ quảng cáo trong số 13 (ra ngày 8 tháng 9 năm 1932) là: "Bàn một cách vui về các vấn đề cần thiết: Xã hội, chính trị, kinh tế. Nói rõ về hiện tình trong nước".

## Tác động đến xã hội và văn học Việt
Trong khoảng 4 năm tồn tại, báo Phong Hóa của nhóm Tự Lực văn đoàn đã có những tác động đến xã hội và văn học Việt như sau:

### Về xã hội
Như trên đã nói, tờ Phong Hóa đổi mới, vừa ra đời đã nổ ra như "một trái bom", mang lại cho xã hội Việt Nam một "cái cười" khác trước. Đáng chú ý là vừa bắt đầu ra đời (số 14), tờ báo ấy đã đánh thẳng vào Nam Phong tạp chí, Đông Dương tạp chí và những người lãnh đạo hai tờ báo ấy (bài "Phong dao mới"). Sau đó, báo còn chế giễu nhiều nhân vật khác như: Hoàng Tăng Bí, Huỳnh Thúc Kháng, Nguyễn Khắc Hiếu, Nguyễn Văn Tố, Nguyễn Trọng Thuật, Dương Bá Trạc, v.v... làm "thổi tung những lớp bụi bặm phủ đầy trên lâu đài văn hóa cũ, báo hiệu sự hình thành những khuynh hướng mới của một thế hệ văn nghệ sĩ trẻ tuổi ý thức được trách nhiệm của mình trước lịch sử, và hiên ngang đòi quyền lãnh đạo trong văn học".
Bên cạnh đó, với chủ trương duy tân và cấp tiến của mình, báo Phong Hóa còn lấy "trào phúng làm phương pháp, tiếng cười làm vũ khí", để chỉ ra và thúc đẩy người dân trút bỏ những tập tục cũ, đi vào con đường Âu hóa từ vật chất cho đến tinh thần. Đồng thời qua những bài lý luận thời sự về xã hội, chính trị, kinh tế...của Hoàng Đạo, cũng chứng tỏ nhóm làm báo Phong Hóa rất quan tâm đến xã hội, đến việc "khai dân trí, chấn dân khí, hậu dân sinh" như tinh thần của nhà ái quốc Phan Chu Trinh đã bàn đến hồi đầu thế kỷ 20 .
Tuy nhiên, việc làm của báo Phong Hóa không phải không gặp những ý kiến phản đối, Nguyễn Vỹ kể lại: 
...Nhận xét khách quan, thì thấy phản ứng của độc giả báo Phong Hóa chia làm hai loại.
Các giới trí thức bảo thủ và cách mạng cực đoan đều không tán thành cái chủ trương người Việt Nam công khai kích bác và mỉa mai chế nhạo người Việt Nam trong lúc người Pháp đã khinh rẽ người An Nam (tức Việt Nam) mình nhiều quá rồi... Nhà văn và nhà báo có trách nhiệm giáo hóa dân chúng, đưa dân chúng lên con đường văn minh, tiến bộ, chứ không có quyền châm biếm, chê cười những phong tục cổ truyền của dân tộc. Người ta kết án cái chủ trương của báo Phong Hóa ở điểm đó...
Phản ứng thứ hai của thanh niên và các giới bình dân thì có tính cách tiêu cực, dễ dãi hơn. Họ chỉ biết vỗ tay cười, cười vô ý thức, như khi họ xem một chú hề làm trò cười trước khán giả.
Trên phương diện chính trị, chính phủ thuộc địa Pháp, và thực dân Pháp ở An Nam nhìn các hoạt động rộn rịp của Nguyễn Tường Tam và nhóm Phong Hóa, với cặp mắt đầy thiện cảm. Vì sau những vụ bùng nổ đẫm máu của Việt Nam Quốc Dân Đảng của Nguyễn Thái Học và Đông Dương Cộng sản Đảng của Nguyễn Ái Quốc, chính phủ thực dân Pháp rất bằng lòng thấy đa số thành phần trí thức, thanh niên thiếu nữ An Nam chạy theo các phong trào lãng mạn của nhóm Nguyễn Tường Tam và các mốt áo quần mới do nhóm Phong Hóa cổ động. Nhạo báng người "An-nam-mít" lố bịch tên là Lý Toét, Xã Xệ,...vừa gây ra trận cười vui nhộn khắp các từng lớp dân chúng, vừa để quên các biến cố cách mạng vừa xảy ra, và thờ ơ lãnh đạm của tất cả các vấn đề "quốc sự", đó là rất hợp với chánh sách thực dân Pháp thời bấy giờ...
Một nhà văn đương thời khác là Trương Tửu, cũng đã nhận xét rằng nhóm Tự Lực văn đoàn đã  "vô tình hay hữu ý mắc mưu thực dân Pháp". Hưởng ứng phong trào "vui vẻ trẻ trung năm 1932" và đề cao "tinh thần lãng mạn và nghệ thuật thuần túy", nhóm ấy đã làm cho thanh niên quên đi con đường đấu tranh gian nan, ngả theo khuynh hướng hưởng lạc...

### Về văn học
Báo Phong Hóa đánh dấu một bước ngoặt quan trọng trong lịch sử báo chí Việt Nam. Bởi trong nhiều năm liền, tờ báo ấy là cơ quan ngôn luận chính của Tự Lực văn đoàn; và họ đã làm cho tờ báo tiến bộ nhiều từ nội dung cho đến hình thức.
Với vai trò đó, ngoài việc đem đến "cái cười" cho bạn đọc, báo Phong Hóa, còn công bố các sáng tác có giá trị của các nhà văn, nhà thơ (chủ yếu là của nhóm Tự Lực văn đoàn) trước khi in thành sách. Nhờ vậy mà "cuộc cách tân tiểu thuyết tiến lên một bước mới", phong trào "thơ mới" đi đến toàn thắng, đồng thời làm cho văn quốc ngữ trở nên sáng sủa, bình giản, ít chữ Hán, khiến cho nhiều người thích đọc...Ngoài ra, báo Phong Hóa cũng là nơi cho thành viên của nhóm giới thiệu những họa mới, nhạc mới, các kiểu trang phục tân thời (trong đó nổi bật là kiểu áo Lemur), v.v...

## Đánh giá
Dưới đây là một vài nhận xét khái quát, mang tính tham khảo, của:
- GS. Nguyễn Huệ Chi:

Với tờ báo Phong Hóa, ngay từ buổi đầu thành lập, Tự Lực văn đoàn đã biết nắm lấy một vũ khí lợi hại là tiếng cười....Dưới ngòi bút của họ, cả một xã hội gồm những ông tai to mặt lớn trong giới quan trường, học thuật, báo chí, văn chương, uy thế đến như Toàn quyền Brévié, Thống sứ Châtel, Khâm sứ Graffeuil, Hoàng đế Bảo Đại, Thượng thư Phạm Quỳnh, Tổng đốc Hoàng Trọng Phu, Đốc lý Virgitti, cho đến cả những nhân vật hủ lậu ở nông thôn mà biểu tượng là Lý Toét, Xã Xệ, Bang Bạnh... đều bị đem ra chế giễu, bị ngòi bút châm chọc của họ làm cho điêu đứng. Bằng tiếng cười của mình, Tự Lực văn đoàn đã khéo léo hạ bệ các thần tượng phong kiến và thực dân, đưa các vị xuống đứng cùng hàng với đám chúng sinh khổ ải....Tuy cùng thời với nhóm Tự Lực cũng có khá nhiều tờ báo tìm nhiều cách gây cười cho độc giả, nhưng phải đến báo Phong Hóa thì cái cách cười hóm hỉnh thông minh của nó mới đủ hiệu lực biến một xã hội già nua lụ khụ thành một thế giới vui nhộn trẻ trung. Lần đầu tiên, báo chí giành được cho mình cái quyền trao đổi công khai mọi chuyện nghiêm trang nhất, biến nó thành những chuyện để cười, thành một sinh hoạt bình thường, hợp pháp, lành mạnh, được xã hội thừa nhận. Đó là những đóng góp chưa hề có.
...Vậy nên, phải nói trào phúng là đóng góp lớn lao của Tự Lực văn đoàn vào việc dân chủ hóa đời sống xã hội, một đóng góp từ trước chưa hề có và từ sau 1945 đến nay, báo chí cách mạng cũng dễ đâu đã theo kịp...
- GS. Hoàng Văn Quang:

...Khảo sát Phong Hóa chúng ta thấy một hiện tượng, thời kỳ đầu, báo quan tâm nhiều hơn đến đời sống dân nghèo; nhưng về sau những đối tượng này được phản ánh mờ nhạt dần, dành dung lượng cho giới trí thức, tiểu tư sản thành thị...Cho thấy, có sự thay đổi trong nhãn quan chính trị của những người đứng đầu tờ báo.
Giọng điệu chung của Phong Hóa là hài hước, châm biếm. Có thể coi đây là tờ báo trào phúng đầu tiên của Việt Nam. Tiếng cười ở đây một mặt góp phần thay đổi lối sống lạc hậu trong xã hội, nhất là vùng nông thôn, mặt khác, nó là mũi dùi đâm thẳng vào tầng lớp thống trị, khiến kẻ thù của người nghèo đôi lúc phải chùn tay....Tuy nhiên, vì quá lạm dụng thủ pháp này mà nhiều khi tiếng cười của Phong Hóa biến thành tiếng cười sinh lý, không mang tính xã hội, cười cợt trên nỗi đau khổ của người khác, trêu chọc cả những người cùng khổ, ít học, châm biếm cả truyền thống ngàn đời của cha ông, và nguy hiểm hơn là đụng cả đến những giá trị thiêng liêng của dân tộc...

## Thông tin liên quan
Bản số hóa toàn bộ báo Phong Hóa và báo Ngày Nay của Tự Lực văn đoàn từ những năm 1930- 1940 đang được công bố và cho download miễn phí tại nhiều website... Đây là công trình được bà Phạm Thảo Nguyên (định cư ở Hoa Kỳ, con dâu của nhà văn Thế Lữ) cùng các cộng sự thực hiện từ đầu năm 2011. Với tổng cộng 414 số kéo dài suốt từ 1932 đến 1940, báo Phong Hóa - Ngày Nay được xem như một phong vũ biểu về xã hội Việt Nam thời kỳ bấy giờ. Sự kiện này thu hút sự quan tâm của nhiều ngành.